# ديانا بوكس
ديانا بوكس (بالإسبانية: Diana Box)‏ مواليد 6 مارس 1971، هي لاعبة كرة يد إسبانية. مثلت منتخب إسبانيا لكرة اليد للسيدات. شاركت في دورة الألعاب الأولمبية الصيفية سنة 2004.

## روابط خارجية
- ديانا بوكس على موقع الاتحاد الأوروبي لكرة اليد (الإنجليزية)
- ديانا بوكس على موقع اللجنة الأولمبية الدولية (الإنجليزية)
- ديانا بوكس على موقع أوليمبيديا (الإنجليزية)